# Adrian Carambula
Pour les articles homonymes, voir Carambula.
Adrian Ignacio Carambula Raurich, né le 16 mars 1988 à Montevideo (Uruguay), est un joueur de beach-volley uruguayen naturalisé italien.

## Les débuts
Adrian Carambula est né et a grandi en Uruguay d'une famille d'origine italienne (sa grand-mère était italienne). Ses parents s'installent en Floride alors qu'il n'a que 13 ans.
Il débute comme footballeur, mais à la suite d'une blessure pubalgique il se consacre au beach-volley. Il s'associe dès 2015 avec son compatriote italien Alex Ranghieri.
Le duo créé la sensation lors du Major de Poreč (Croatie) et termine médaille de bronze pour son troisième tournoi en battant les Néerlandais Nummerdor et Varenhorst en trois sets en 56 minutes (21-18, 18-21, 15-10).

## La confirmation
Deux mois après leur performance en Croatie, le duo remporte la médaille d'argent lors des Championnats d'Europe de beach-volley en août 2015.
Carambula et Ranghieri remportent leur premier tournoi en octobre 2015 lors de l'Open d'Antalya (Turquie). Ils remportent leur second tournoi en avril 2016 lors de l'Open du Qatar, battant en finale les Autrichiens Alexander Huber et Robin Seidl en deux sets (21-17, 21-19).
Le duo italien participe aux Jeux olympiques de Rio, où Carambula fait la une des journaux avec son service skyball.

## Palmarès

### Jeux olympiques d'été
- Pas de performance significative à ce jour...

### Championnats du Monde
- Pas de performance significative à ce jour...

### Championnats d'Europe
- Médaille d'argent en 2015 à Klagenfurt (Autriche) avec Alex Ranghieri